# کبرای مصری
کبرای مصری که در عربی مصری با نام "اورائوس" نیز شناخته می‌شود، تلفظ می‌شود: Ouraeus (برگرفته از کلمه یونانی باستان: οὐραῖος) نام یک گونه از تیره کفچه‌ماران است. این گونه یکی از بزرگترین کبراهای بومی آفریقا است که به‌وسیله کارلوس لینه در سال ۱۷۵۸ میلادی کشف و نامگذاری شد.
بدن مار کبرای مصری استوانه‌ای و تنومند است و دمی دراز دارد. طولش تا حد زیادی بسته به گونه و منطقه جغرافیایی بوده و بین یک تا دو متر متغیر است. رنگ آن بسیار متنوع است اما اکثر آنها سایه‌های قهوه‌ای تیره و روشن دارند. رنگ برخی از آنها مسی متمایل به قرمز یا خاکستری مایل به قهوه‌ای است.